# Haradaïta
La haradaïta és un mineral de la classe dels silicats. Rep el nom en honor de Zyunpei Harada (Yokohama, Japó, 5 d'octubre de 1898 - Kawasaki, Japó, 27 d'abril de 1992), professor de la Universitat Hokkaido de Sapporo, al Japó, qui va contribuir eminentment a els estudis sobre minerals al país.

## Característiques
La haradaïta és un silicat de fórmula química SrVSi₂O₇. Cristal·litza en el sistema ortoròmbic. La seva duresa a l'escala de Mohs és 4,5.
Segons la classificació de Nickel-Strunz, la haradaïta pertany a «09.DH - Inosilicats amb 4 cadenes senzilles periòdiques, Si₄O₁₂» juntament amb els següents minerals: leucofanita, ohmilita, suzukiïta, batisita, shcherbakovita, taikanita, krauskopfita, balangeroïta, gageïta, enigmatita, dorrita, høgtuvaïta, krinovita, makarochkinita, rhönita, serendibita, welshita, wilkinsonita, safirina, khmaralita, surinamita, deerita, howieïta, taneyamalita, johninnesita i agrel·lita.

## Formació i jaciments
Va ser descoberta a la mina Yamato, a la localitat de Yamato-son, a l'illa d'Amami-Oshima (Prefectura de Kagoshima, Japó). També ha estat descrita a la mina Noda-Tamagawa, a la prefectura d'Iwate, també al Japó, i a la mina Valgraveglia, a Ligúria (Itàlia). Aquests tres indrets són els únics de tot el planeta on ha estat descrita aquesta espècie mineral.